# Torrent Pregon (Lladurs)
El torrent Pregon és un afluent per la dreta de la Ribera Salada.
Neix al vessant oriental de la Roca de Montpol, a 978 m d'altitud. A 150 m al NW del lloc del seu naixement s'hi troba la masia del Roquer i a 200 en direcció E, la de Serentill.
Just néixer agafa la direcció NW-SW que mantindrà durant tot el seu recorregut. Uns 560 metres després d'haver-lo iniciat, s'entolla en un petit toll i 100 m. més avall rep per l'esquerra una petita rasa que baixa de Serentill formant-se un altre petit toll en el punt de la confluència que té lloc als 700 m d'altitud. Un centenar escassos de metres més avall passa per sota el camí que porta a la Torre de Montpol. Des d'aquest punt, la font del Mill es troba a uns 100 m cap a l'est.
A partir d'aquí, es va engorjant progressivament, engorjament que s'accentua a partir dels horts dels Jonquerons (on hi ha la font dels Jonquerons), als peus del Turó Pregon (737 m) que s'aixeca a la seva banda esquerra. És també en aquest punt on rep les aigües duna rasa que baixa per la banda oriental de Montpol. Uns 200 m més avall, ja plenament engorjat, rep, per l'esquerra, una petita rasa que baixa del vessant nord del Turó Pregon. Des de la confluència dels horts dels Jorquerons, en a penes 500 m salvarà un desnivell de 50 m en per dins d'un estret gorg. Per contra, els seus darrer 400 m de recorregut abans d'abocar les seves aigües a la Ribera Salada, a 623 m d'altitud, al bell mig de la gorja del Clop, just al final del petit meandre que es forma entre el toll de Sant Joan i el cap del Forat, són força més planers.
Coordenades d'alguns punts significatius del seu curs:
- Horta dels Jonquerons: 42° 4′ 24.83″ N, 1° 25′ 39.06″ E / 42.0735639°N,1.4275167°E
- Confluència amb la Ribera Salada: 42° 4′ 41.31″ N, 1° 26′ 13.34″ E / 42.0781417°N,1.4370389°E